# Europsko prvenstvo u košarci za žene – Mađarska i Rumunjska 2015.
Europsko prvenstvo u košarci za žene - Mađarska/Rumunjska 2015.  je 35. izdanje europskog košarkaškog prvenstva za žene koje je održano od 11. lipnja do 28. lipnja 2015. u Mađarskoj i Rumunjskoj.
Prvo mjesto je osvojila Srbija, pobijedivši u finalu Francusku rezultatom 76:68.